# Fissidens planifrons
Fissidens planifrons är en bladmossart som beskrevs av Bescherelle 1885. Fissidens planifrons ingår i släktet fickmossor, och familjen Fissidentaceae. Inga underarter finns listade i Catalogue of Life.